# Sarıkonak, Karaisalı
Sarıkonak là một xã thuộc huyện Karaisalı, tỉnh Adana, Thổ Nhĩ Kỳ. Dân số thời điểm năm 2009 là 64 người.